# سالوا فرر
سالوا فرر (انگلیسی: Salva Ferrer؛ زادهٔ ۲۱ ژانویهٔ ۱۹۹۸) بازیکن فوتبال اهل اسپانیا است که برای باشگاه اسپتزیا بازی می‌کند.